# NGC 5968
NGC 5968 é uma galáxia espiral barrada (SBab) localizada na direcção da constelação de Lupus. Possui uma declinação de -30° 33' 11" e uma ascensão recta de 15 horas, 39 minutos e 57,0 segundos.
A galáxia NGC 5968 foi descoberta em 3 de Junho de 1834 por John Herschel.